# 深堀事件
深堀事件（ふかほりじけん）は、元禄13年12月19日（1701年1月16日）から12月20日（同1月17日）にかけて起こった、肥前国天領長崎（現・長崎県長崎市）において長崎会所の役人と肥前国佐賀藩深堀領の武士（家老格深堀鍋島家の家中のこと）の間に起こった騒動。これにより双方に死者を出す騒ぎになった。別名「深堀騒動」（長崎側から）、「長崎喧嘩」「大音寺坂事件」「長崎喧嘩騒動」「深堀義士伝」とも。

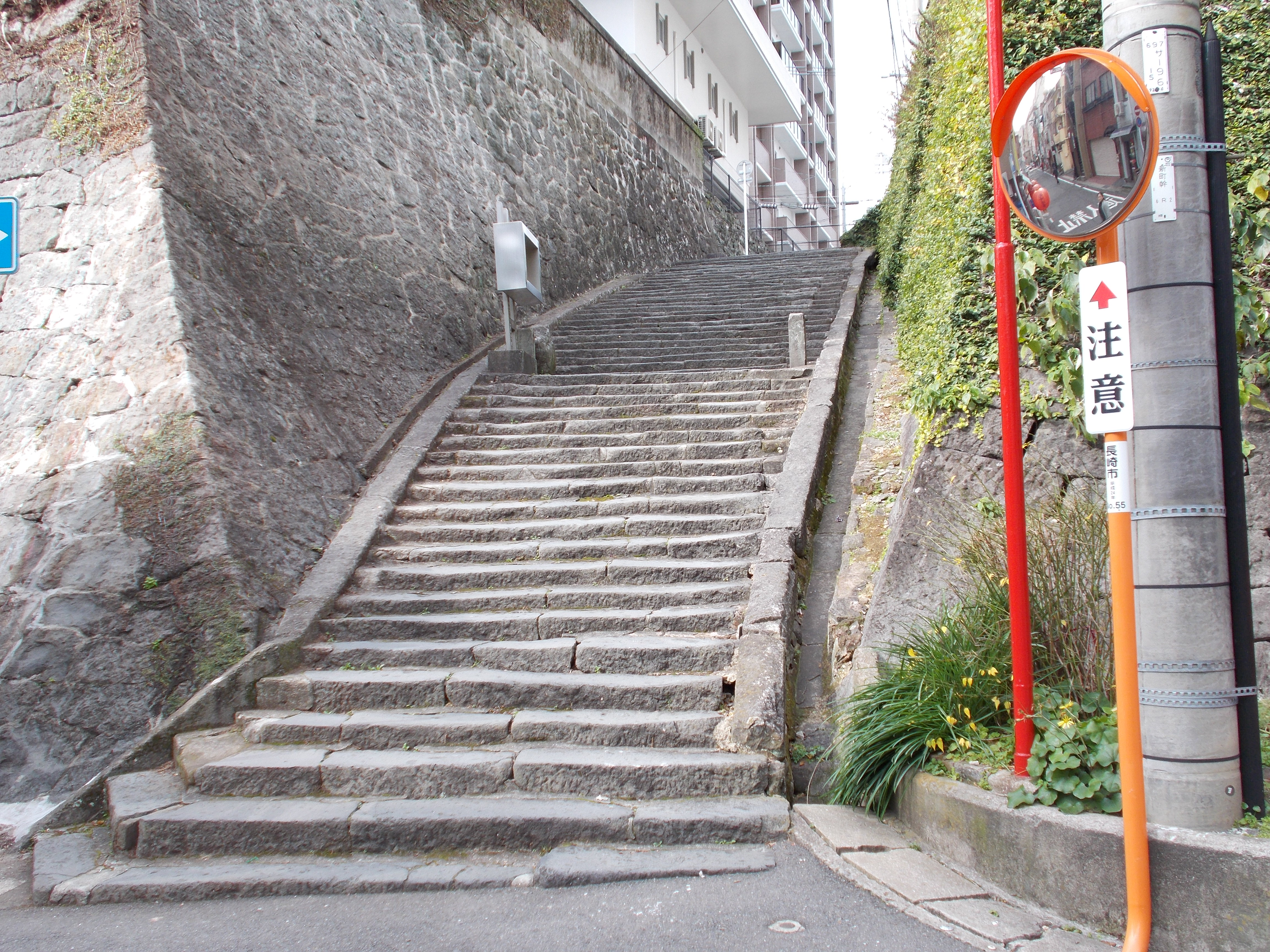
大音寺坂

## 事件の経過

### 発端
深堀鍋島家は佐賀藩鍋島氏の家臣であり藩内分家・藩内支藩に相当し、長崎の南10km程に位置する深堀領8千石を治めていた。佐賀藩は福岡藩と交代で長崎の警護役を務めており、主に深堀鍋島家がその任に当たっていた。高木彦右衛門は江戸時代の長崎で町年寄などを務めた町の有力者であり、幕府の仕事も請け負い、町人階級とはいえ名字帯刀を許されていた。当時の当主は高木彦右衛門貞親であり、扶持米は80俵だったが、実際は10万石の大名以上の経済力をもつといわれており、江戸に上って将軍に「礼拝」している。
事件は12月19日の昼、長崎・本博多町（現在の万才町の一部分）にある大音寺坂において、深堀領の家臣の深堀三右衛門69歳と、甥の志波原（柴原・柴田）武右衛門（清右衛門）59歳の両名と、初の男孫の宮参りのお祝いでこの日に祝宴を張った長崎会所役人高木彦右衛門の下人（使用人）の諍いから始まった。三右衛門の深堀家は深堀領鍋島家一族で筆頭家老の家柄である。
折からの雪で足場が悪く、当時69歳の三右衛門がついていた杖が払った雪解けの泥が、彦右衛門の下人の惣内という人物にかかった。2人は非礼を詫びたが宴席帰りの惣内達はこれを許さず、口論になった。この時の諍いは現場近所の人間の仲裁で一旦収まったが、夕刻になり浦五島町にあった深堀鍋島家の蔵屋敷に高木の下人10数人が乱入し、三右衛門と武右衛門の他、屋敷に居合わせた者たちに暴行を働いた上、大小の刀を奪った。

### 深堀藩士の討ち入り
深堀側も黙っているわけにはいかず、三右衛門の息子で17歳の嘉右衛門賢時以下10名が深堀領から長崎へ向かった。「昨日之相手出し可申候、打果し可申（昨日の相手を出せ、討ち果たしてくれる）」と詰め寄る三右衛門と武右衛門に対して、彦右衛門は屋敷の門前で低姿勢で謝罪し、佐賀本藩の長崎聞番（佐賀本藩と深堀領の間に立つ連絡役）である伊香賀（いかが）利右衛門も穏便に済ますよう働きかけたが、収まらなかった。
深堀藩士10人に三右衛門・武右衛門の2人を加えた合計12名が、翌20日未明に西浜町にあった高木彦右衛門屋敷へ討ち入った。門番を斬り殺して大門を開け、門内に侵入すると、外からの加勢を防ぎ内からの逃亡をさせないために再び門を閉め裏口も固めた。屋敷に準備してあった弓の弦は切断され、槍も投げ捨てられた。
彦右衛門も刀を持ち出し応戦したが、討ち取られ死亡。高木側では当主と事件当事者の惣内、屋敷にいた剣客ら合計9名が死亡。深堀衆は彦右衛門の首を切断し槍先に突き刺して、深堀屋敷へ引き上げた。城島次郎右衛門以下9名も後から駆けつけたが、既に彦右衛門は討たれていたため、戦闘には不参加であった。
なお、三右衛門は高木邸の玄関の式台で、武右衛門は中島川に架かる大橋（後の鉄橋（くろがねばし））で、それぞれ切腹した。しかし、死後2人の遺骸を検死したところ、腹部に切傷が無かったため、切腹したのではなく仲間の深堀衆から斬り殺されたとする説もある。

### 長崎奉行の反応
佐賀本藩の長崎聞番である伊香賀はただちに長崎奉行所に事件を報告、また家老の田代喜左衛門とともに口上書を提出、差出人名は最初に討ち入った10名であった。奉行所は高木屋敷周辺で聞き取り調査するにつれ、実際に討ち入った人数はもっと多いのではないかと考え、これを問われた深堀側は後から駆けつけた9名も人数として追加した。
一方、深堀屋敷警護のために佐賀藩本領から家来・足軽数十名が派遣された。
当番の長崎奉行であった林忠朗は将軍・徳川綱吉、側用人・柳沢吉保以下の江戸幕府首脳にこれを報告、判断を仰ぐことにした。高木氏は町人とはいえ幕府から扶持米80俵を受け、幕府の仕事を請け負っていた、いわば幕府関係者であった。対する深堀側は、監督責任がある鍋島氏の本家は外様大名の大藩であり、事件は徒党を組んで暴れることを戒めた武家諸法度の違反行為でもあった。
詮議には柳沢吉保の他、阿部正武・牧野成貞も参加。詮議の内容は、深堀鍋島家当主・官左衛門（茂久）の先祖鍋島茂賢は島原の乱では抜群の働きをしたのだから家来も当時の強みを残しているのであろう、今度の仕儀もいささか強すぎた働きだったが、鍋島の家風であるゆえ致しかたない、と武士である鍋島家側に好意的なものであった。

### 判決
事件からおよそ三ヶ月後、幕府からの沙汰が決定した。
- 深堀側に対して、17歳の深堀嘉右衛門を含めた最初に討ち入った10名は切腹、追加の9名は五島列島へ島流し。主の鍋島茂久は当時佐賀にいて長崎に不在であったとして御構い（処罰）なし。
- 高木側は彦右衛門の息子・高木彦八郎（彦六、彦八）が、邸内にいたにもかかわらず隠れて手合わせさえしなかったのは不届として、家財没収（闕所）の上、長崎五里四方からの追放、江戸・大坂・京への居住禁止[要出典]。そしてこの騒ぎの原因を作った、深堀屋敷へ押し入った下人9人は全員斬首[9]。

翌年3月、深堀屋敷にて奉行所立会いの元、10名の切腹が行われた。

### その後
高木彦八郎はその後、大村で死去したとされる。
処罰が極めて軽いものに留まった主の鍋島茂久は、逆に武士の一分を示したということで称賛を受け、祝賀に訪れる者さえもあったという。
五島列島へ流された9名は、当地の五島藩主五島盛佳に割と手厚く処遇されたようであり、7名は現地で妻帯している。9年後の宝永6年（1709年）に綱吉が亡くなったことによる恩赦で深堀へ戻ることができた。現地では毎年、藩士の命日に法要が営まれている。この帰還時、先の妻帯が問題となった。流刑先で妻帯していたことが公となると当人たちはおろか、深堀鍋島家や鍋島本藩、五島氏にも迷惑をかけることになるため、彼らは妻子を五島に残して深堀へ帰還した。
この事件は江戸をはじめ全国でも大きな話題となり、その様子は『元禄世間拙風聞集』『鸚鵡籠中記』『葉隠聞書』などにも記されている。
深堀藩士たちの討ち入り手順を、のちの元禄赤穂事件の赤穂浪士たちが参考にしたとする伝承があり、関連して、深堀藩士たちが流刑となった五島列島の久賀島には、赤穂浪士の一人である寺坂吉右衛門の墓所とされるものが存在する。残り8人とは別に一人久賀島に流刑とされた志波原羽右衛門に、寺坂が討ち入りの際の聞き取りにやってきた、とする伝承であるが、あくまで伝承の域の話である。
この事件の起きた背景として、深堀鍋島氏は従来、香焼瀬戸を通る長崎入港の貿易船から礼物を徴収する慣例があったが、長崎町人によってこの慣行を侵すなんらかの事態があったためとも言われている。
また事件の遠因として、福岡藩と交代で務めていた長崎警護役の負担が重かった武士である鍋島氏（深堀鍋島家）側の、当時幕府から重く扱われ羽振りもよかった町人階級の高木氏に対する怨嗟・敵意などの不満もあったのではないか、とする説がある。高木氏の扶持米は80俵ではあったがそれは”幕府からの扶持”であり、深堀鍋島氏は武士とはいえ、幕府から見た場合、外様大名家の家臣、すなわち陪臣である。さらに高木氏の実収入は10万石の大名並であったとされ、名字帯刀を許され、長崎奉行が交代し長崎入りする際、佐賀・福岡両藩の関係者は長崎郊外の峠まで赴き迎えなければならなかったが、高木氏は屋敷の門前で出迎えるなど、町人である高木氏が重んじられていた。
長崎出身の町人学者・西川如見が、その著作『町人嚢』において「武家に生れん事猶々迷惑なり、一生君におそれつかれかへて心のいとまなく、名利を第一として人の目をおどろかし、いかめしきふるまいをたのしみとせんよりは、ただ此町人こそ楽しけれ」（何事に不自由な武士に生まれなくて良かった。町人でいることがもっとも良い。）と書いているのは、この事件を通して得た長崎町人の町人観・武士観を示していると言われている。